# Papilio demoleus
Papilio demoleus — бабочка рода Papilio семейства парусников (лат. Papilionidae).

## Описание
Размах крыльев 80—100 мм. Самки, как правило, крупнее самцов. Основной фон крыльев буро-чёрный, с рядами бледно-жёлтых пятен и широкой полосой такого же цвета. На нижней паре крыльев находится 2 пары глазков с красным и синим включениями.

## Ареал
По всей Азии от Китая до Аравийского полуострова, также встречается в Афганистане, Китае, Бирме, Индии, Индонезии, на Филиппинах, Тайване, и в Австралии, Суматре и Малайзии, Папуа-Новой Гвинеи. Также ареал включает в себя территорию следующих стран Оман, ОАЭ, Саудовская Аравия, Кувейт, Бахрейн, Катар, Иран, на Андаманских островах, Непал, Бирма, Таиланд, на юге Китая (в том числе Хайнань, провинция Гуандун), Япония (редко заходит), Сингапур, Индонезия (Калимантан, Суматра), очевидно, Гавайи и возможно, других островов Тихого океана.
Ранее отсутствовал на Борнео, но сегодня является одним из наиболее распространенных представителей семейства парусников в штатах Сабах и Саравак в Малайзии.
В последние годы бабочка распространилась на острове Эспаньола (Доминиканская Республика), а затем на Ямайку, и Пуэрто-Рико.

## Местообитание
Бабочки данного вида отличаются стойкой адаптацией к разнообразным местам обитания. Могут населять саванны, сады, вечнозеленые и полу-вечнозеленых лесов, но отдают предпочтение влажным стациям около русел рек. В Индии он встречается в основном на равнинах, но может поднимать в горы Тибета на высоты до 2100—2220 метров на уровнем моря.

## Подвиды
Выделяет 6 подвидов данной бабочки:
- P. d. demoleus Linnaeus, 1758 — По всей Азии от Китая до Аравийского полуострова.
- P. d. libanius Fruhstorfer, 1908 — Тайвань, Филиппины, Сула,
- P. d. malayanus Wallace, 1865 — Суматра и Малайзия.
- P. d. novoguineensis Rothschild, 1908 — Папуа-Новая Гвинея.
- P. d. sthenelus Macleay, 1826 — Австралия.
- P. d. stenelinus Rothschild, 1895 — острова Флорес и Алор.

- Нижняя сторона крыльев
- Спаривающиеся бабочки
- яйцо
- Гусеница

## Жизненный цикл
За год может развиваться до 8 поколений. Длительность стадии яйца: 3 до 6 дней. Продолжительность стадии гусеницы: 12—23 дня. Продолжительность стадии куколки: от 8 до 22 дней.

### Кормовые растения гусениц
В Азии гусеницы питаются на растения семейства Rutaceae. В Австралии и Новой Гвинее также питаются растениями семейства Fabaceae.

### Семейство Rutaceae
- Культивируемые лайм, лимон, апельсин.
  - C. aurantifolia, C. grandis, C. limon C. sinensis'
- Atalanta racemosa>
- Glycosmis pentaphylla, Glycosmis arborea
- Ruta graveolens
- Bael (Aegle marmelos)
- Murraya koenigii
- Chloroxylon swietenia
- Ziziphus mauritiana
- Acronychia pedunculata
- Microcitrus australis

### Семейство Fabaceae
- Множество видов рода Cullen : Cullen australasicum, C. badocanum, C. balsamicum, C. cinereum, C. patens, C. pustulatum и C. tenax, C. leucanthum.
- Psoralea pinnata

## Похожие виды
- Papilio demodocus (Esper, 1798)
- Papilio erithonioides (Grose-Smith, 1891)
- Papilio grosesmithi (Rothschild, 1926.)
- Papilio morondavana (Grose-Smith, 1891)

- Papilio demoleus
- Papilio demodocus
- Papilio morondavana

## Экономическое значение
Гусеницы бабочки является вредителем многих культурных видов цитрусовых в Индии, Пакистане, Ираке и на Ближнем Востоке.